# Рајец-Јестреби
Рајец-Јестреби (чеш. Rájec-Jestřebí) град је у Чешкој Републици. Град се налази у управној јединици Јужноморавски крај, у оквиру којег припада округу Бланско.

## Становништво
Према подацима о броју становника из 2014. године град је имао 3.663 становника.